# Iluzjonista (film 2006)
Iluzjonista (ang. The Illusionist) – film fabularny z 2006 roku w reżyserii Neila Burgera. Scenariusz filmu został oparty na opowiadaniu Eisenheim the Illusionist laureata Nagrody Pulitzera, Stevena Millhausera.

## Opis fabuły
Akcja filmu toczy się w XIX-wiecznym Wiedniu. Film opowiada o tajemniczym iluzjoniście Eisenheimie (Edward Norton), który podbija serca wiedeńskiej publiczności. Jeden z jego pokazów odwiedza Książę Leopold (Rufus Sewell). Towarzyszy mu Sophie (Jessica Biel), w której podczas występu Eisenheim rozpoznaje swą miłość sprzed lat.

## Obsada
- Edward Norton jako Eisenheim
  - Aaron Taylor-Johnson jako młody Eisenheim
- Paul Giamatti jako inspektor Walter Uhl
- Jessica Biel jako Sophie
  - Eleanor Tomlinson jako młoda Sophie
- Rufus Sewell jako arcyksiążę Leopold
- Eddie Marsan jako Josef Fischer
- Jake Wood jako Jurka
- Tom Fisher jako Willigut
- Erich Redman jako Count Rainer
- Vincent Franklin jako Loschek

## Produkcja
Film został nakręcony w Pradze (Zamek Praski, teatr na Vinohradach), a także w Taborze i w Českým Krumlovie.

## Nagrody i nominacje
Camerimage 2006
- Srebrna Żaba - Dick Pope

Oscary za rok 2006
- Najlepsze zdjęcia - Dick Pope (nominacja)